# Locarno
Locarno (italienskt uttal: [loˈkarno]
 ( lyssna), äldre tyskt namn: Luggarus, äldre rätoromanskt namn: Lucarn) är en stad och kommun i kantonen Ticino i södra Schweiz. Staden ligger vid Lago Maggiores norra strand. Kommunen har 16 394 invånare (2023).
Locarno är sammanvuxet med grannkommunerna Muralto och Orselina och i tätortsområdet Locarno bor cirka 40 000 invånare.
Locarno är vackert beläget nedanför höga berg vid floden Maggias utlopp i Lago Maggiore. Klimatet är milt och vegetationen frodig, och Locarno är en betydande turist- och kurort. I Maggias delta ligger en mindre flygplats.
I staden hålls en internationell musikfestival i augusti varje år samt en filmfestival i september. Vallfartskyrkan Madonna del Sasso från 1616 ligger på en klippa ovanför staden. Här finns också ett kastell från 1400-talet som bland annat inhyser arkeologiska samlingar från romersk tid.
Locarno nämns första gången 789 och kom 1513 under det schweiziska edsförbundet. Locarnofördraget slöts här 1925.